# کالی، استرالیای غربی
کالی (به انگلیسی: Collie) یک شهرک در استرالیا است که در استرالیای غربی واقع شده‌است.